# Thư gửi ông Titô
Titô là một sách trong Thánh Kinh Tân Ước. Sách ghi lại bức thư do thánh tông đồ Phao-lô gởi cho thánh Titô, một nhà lãnh đạo Hội Thánh tại Cơ-rê-ta (Crete).

## Khái Quát
Cùng với Timôthê 1 và Timôthê 2, sách Titus được các nhà nghiên cứu phân loại vào nhóm các Thư Tín Mục Vụ. Ba sách này ghi lại những lời hướng dẫn về cách tổ chức, điều hành và giải quyết một số vấn đề trong Hội Thánh mà một người lãnh đạo Hội Thánh cần biết.

## Tác Giả
Tác giả thư này là thánh Phao-lô, tuy cũng có ý kiến cho rằng đó là của một môn đệ nào khác chứ không phải của thánh nhân, vì giọng thư và lời văn trong thư có vẻ xa lạ sánh với các thư khác.

## Bố Cục
I. Lời chào thăm (1:1-4)
II. Vấn đề bổ nhiệm trưởng lão (1:5-9)
1. Lý do Titus ở lại Cơ-rết (1:5)
2. Tiêu chuẩn của các trưởng lão (1:6-9)

III. Vấn đề giáo sư giả (1:10-16)
IV. Những thành phần khác nhau trong hội thánh (2:1-15)
1. Huấn thị cho những thành phần khác nhau (2:1-10)
2. Yếu tố căn bản trong sinh hoạt của Cơ Đốc nhân (2:11-14)
3. Trách nhiệm của Titus (2:15)

V. Vấn đề tổng quát (3:1-8)
1. Trách nhiệm công dân (3:1-2)
2. Động lực của nếp sống tin kính (3:3-8)

VI. Lời khuyên về sự tranh cãi (3:9-11)
VII. Kết luận (3:12-15)

## Các Bản Dịch Việt Ngữ
- Thư gửi ông Ti-tô (Nhóm Phiên dịch CGKPV) - Ủy ban Kinh Thánh, Hội đồng Giám mục Việt Nam
- Tít - Thư Viện Tin Lành.